# Mana Ashida

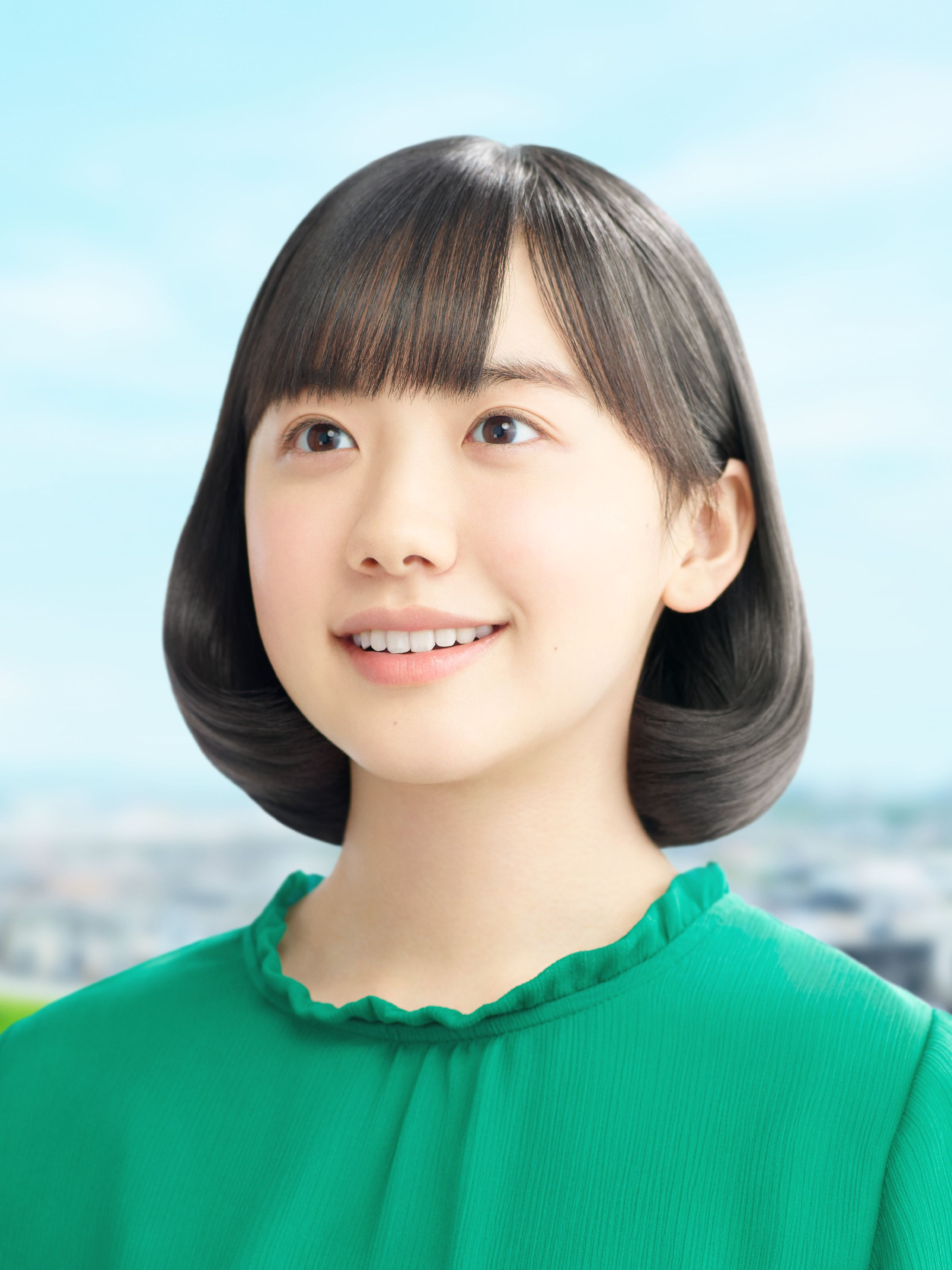
Mana Ashida (2020)

Mana Ashida (jap. 芦田 愛菜, Ashida Mana; * 23. Juni 2004 in Nishinomiya, Präfektur Hyōgo) ist eine japanische Schauspielerin und Sängerin.
Sie ist die jüngste Schauspielerin Japans, die eine Hauptrolle in einem TV-Drama und einer TV-Serie bekam. Sie hatte Auftritte in Spielfilmen wie Geständnisse (2010), Usagi Drop (2011) und Pacific Rim (2013).

## Karriere

### Frühe Karriere
Ihr schauspielerisches Debüt gab Mana 2009 im Asahi Broadcasting Corporation Kurzfilm ABC Short Movie 2.

### 2010
Ihr erster Auftritt in einem Spielfilm war in der Realverfilmung des Manga Hanbun no Tsuki ga Noboru Sora im Jahr 2010. Im gleichen Jahr trat sie auch in den Spielfilmen Geständnisse und Gôsuto: Mô ichido dakishimetai, dem japanischen Remake des Spielfilms Ghost – Nachricht von Sam auf. Für ihre Rolle in diesem Film bekam sie den Japanese Academy Award als beste Nachwuchsschauspielerin. Neben ihren Rollen als Schauspielerin war sie ebenso als Synchronsprecherin tätig. Sie sprach in Japan die Rolle der Agnes in Ich – Einfach unverbesserlich und der jungen Fang Deng im Spielfilm Aftershock (2010).
Für ihre Rolle der Reika Michiki der Fernsehserie Mother gewann sie den Titel als beste Nebendarstellerin auf dem Nikkan Sports Drama Grand Prix und den Special Award der Tokyo Drama Awards.

### 2011
Mit einem Alter von 6 Jahren war sie die jüngste Schauspielerin Japans, die eine Hauptrolle in einem Spielfilm (Sayonara bokutachi no yôchien) erhielt. Ebenso war sie die jüngste Schauspielerin in einem japanischen TV-Drama (Marumo no Okite). Hier spielte sie zusammen mit der gleichaltrigen Schauspielerin Fuku Suzuki, mit der sie das Titellied zur Serie sang. Dieses Lied wurde als Single veröffentlicht und konnte sich auf Platz 3 der Oricon-Charts platzieren. Damit waren sie die jüngste Gesangsgruppe Japans, die eine Platzierung in den Top 10 der Charts hatten. Neben ihren Auftritten in diesen TV-Serien, spielte sie Rollen in den japanischen Spielfilmen Inu to Anata no Monogatari, Hankyū Densha, Usagi Drop, sowie in den TV-Filmen Toilet Goddess, Sayonara bokutachi no yôchien und Kono sekai no katasumi ni.
Sie wurde als jüngste Schauspielerin Japans mit der Titel „Best Newcomer“ der Blue Ribbon Awards ausgezeichnet.
Im Oktober 2011 stand Mana neben Masami Hisamoto und Asako Ito als Gastgeber der Nippon Television Show Meringue no Kimochi. Sie war damit die jüngste Gastgeberin einer japanischen Talkshow. Außerdem war sie in einigen Werbespots der Firmen Nissin Foods, 7-Eleven und Canon zu sehen.
Am 15. September 2011 wurde bekannt, dass Mana unter dem Label Universal Music ihre erste Solo-Single veröffentlichen will. Am 26. Oktober erschien ihre erste Single „Sutekina Nichiyōbi: Gyu Gyu Good Day!“ Dieser Song lief auch bei einem Werbespot der Seven & I Holdings Gesellschaft. Die Single konnte sich auf dem vierten Platz der Oricon-Single-Charts platzieren. Ihr Album Happy Smile! erschien in Japan am 23. November und erreichte Platz 8 der Oricon-Album-Charts. Damit war Mana die jüngste Sängerin Japans, die sich mit einer Single und einem Album in den TOP 10 der Charts platzieren konnte.
Mana und Suzuki Fuku traten Ende des Jahres als jüngste Teilnehmerinnen bei der 62. Ausgabe der japanischen Silvestershow Kōhaku Uta Gassen auf.

### 2012
Mana synchronisierte den Hauptcharakter Annie im japanischen Anime-Film Magic Treehouse, eine Adaption des gleichnamigen Buches der Kinderbuchautorin Mary Pope Osborne. Für die Anime-Serie Jewelpet Kira☆Deco! sang sie das Titellied Zutto Zutto Tomodachi, welches auch im Anime-Spielfilm Jewelpet the Movie: Sweets Dance Princess vorkam. In diesem Spielfilm trat sie in der Rolle als Prinzessin Mana auf. Das Lied wurde als Single veröffentlicht und platzierte sich in den Oricon-Charts auf Platz 17. In der Fuji Television Fernsehserie Beautiful Rain trat sie in der Rolle der Miu Kinoshita auf und sang das Titellied Ame ni Negai o. Am 27. Dezember gab sie ihr erstes Solo-Konzert in der Curian Shinagawa General Citizen Hall in Tokio.

### 2013
Ihr Hollywood-Debüt gab Mana in der Rolle der jungen Mori Mako im Spielfilm Pacific Rim. Sie sprach im Oktober 2011 für diese Rolle vor und überzeugte die Jury mit ihrem schauspielerischen Können.

## Filmografie

### Kinofilme
- Hanbun no Tsuki ga Noboru Sora (2010) als Mirai Natsume
- Geständnisse (2010) als Manami Moriguchi
- Ghost: In Your Arms Again (2010) als junger Geist
- Ich – Einfach unverbesserlich (2010) japanische Synchronstimme der Agnes
- Inu to Anata no Monogatari (2011) als Mana
- Hankyū Densha (2011) als Ami Hagiwara
- Aftershock (2010) als Synchronstimme der Fang Deng
- Usagi Drop (2011) als Rin Kaga
- Magic Tree House (2012) als Synchronstimme der Annie
- Liar Game: Saisei (2012) als Alice
- Jewelpet the Movie: Sweets Dance Princess (2012) als Prinzessin Mana
- The Floating Castle (Nobo no Shiro) (2012) als Chidori
- Pacific Rim (2013) als junge Mori Mako
- The Partner (2013) als Sakura
- Kujikenaide (2013)
- Entaku Kokko, Hitonatsu no Imagine (2014)

### Dorama
- ABC Short Movie 2: Daibokenmama (2009)
- Ketto! Rojinto (2009)
- Tokujo Kabachi!! (2010, Episode 3)
- Mother (2010) als Reina Michiki (Tsugumi)
- Toilet no Kamisama (Toilet Goddess)  (2011) als junge Kana
- Gō (TV serie) (2011) als junge Yodo-dono, Sen
- Sayonara Bokutachi no Youchien (2011) als Kanna Yamazaki
- Marumo no Okite (2011) als Kaoru Sasakura
- Hanazakari no Kimitachi e (2011) als Kaoru Sasakura
- Kono Sekai no Katasumi ni (2011) als Chizuru Hojo
- Honto ni Atta Kowai Hanashi (2011)
- Nankyoku Tairiku (2011) als Haruka Furudate
- Alice in Liar Game (2012) als Alice
- Beautiful Rain (2012) als Miu Kinoshita
- Asahita, Mama ga Inai (2014) als Post
- Rugged! (2015) als Noa Fukami
- Our House (2016) als Sakurako Ban

### Fernsehshows
- Meringue (Oktober 2011 bis März 2012) Gastgeberin neben Hisamoto Masami und Ito Asako
- Music Japan (14. August 2011)
- 62te Ausgabe Kōhaku Uta Gassen (31. Dezember 2011)

## Videospiele
- Ni no Kuni: Der Fluch der Weißen Königin (2011) als Stimme der Pia (Kokoru)

## Diskografie

### Studioalben
| Jahr | Titel        | Höchstplatzierung, Gesamtwochen, AuszeichnungChartsChartplatzierungen (Jahr, Titel, Platzierungen, Wochen, Auszeichnungen, Anmerkungen) | Anmerkungen                             |
| Jahr | Titel        | JP | Anmerkungen                             |
| ---- | ------------ | --- | --------------------------------------- |
| 2011 | Happy Smile! | JP8 (14 Wo.)JP | Erstveröffentlichung: 23. November 2011 |

### Singles
| Jahr | Titel Album                             | Höchstplatzierung, Gesamtwochen, AuszeichnungChartsChartplatzierungen (Jahr, Titel, Album, Platzierungen, Wochen, Auszeichnungen, Anmerkungen) | Anmerkungen                                                                                                  |
| Jahr | Titel Album                             | JP | Anmerkungen                                                                                                  |
| ---- | --------------------------------------- | --- | --- |
| 2011 | Maru Maru Mori Mori! –                  | JP2 (51 Wo.)JP | Erstveröffentlichung: 25. Mai 2011 Duett mit Fuku Suzuki, Titelsong des Dramas Marumo no Okite               |
| 2011 | Sutekina Nichiyōbi (Gyu Gyu Good Day) – | JP4 (17 Wo.)JP | Erstveröffentlichung: 26. Oktober 2011 erste Solo-Single                                                     |
| 2012 | Zutto Zutto Tomodachi –                 | JP17 (11 Wo.)JP | Erstveröffentlichung: 16. Mai 2012 Titelsong des Anime Jewelpet Kira☆Deco!                                   |
| 2012 | Ame ni Negai o –                        | JP16 (10 Wo.)JP | Erstveröffentlichung: 1. August 2012 Titelsong des Dramas Beautiful Rain                                     |
| 2014 | Fight!!/Yūki –                          | JP30 (3 Wo.)JP | Erstveröffentlichung: 6. August 2014 Titelsong der 81. Auflage des The Nationwide Contest of Music           |
| 2014 | Maru Maru Mori Mori! 2014 –             | JP50 (4 Wo.)JP | Erstveröffentlichung: 24. September 2014 Duett mit Fuku Suzuki; Titelsong des Dramas Marumo no Okite SP 2014 |

## Auszeichnungen
2010
- Japan Academy Awards: Rookie Of The Year für Ghost: In Your Arms Again
- Tokyo Drama Awards: Special Award für die TV-Serie Mother
- The Television Drama Academy Awards: Best Newcomer für die TV-Serie Mother
- Nikkan Sports Drama Grand Prix: Best Supporting Actress für die TV-Serie Mother

2011
- 2011 Tokyo Drama Awards: Best Performance für Marumo no Okite und Sayonara Bokutachi no Youchien
- Japan Record Award: Special Award für Maru Maru Mori Mori!
- Blue Ribbon Awards: Best Newcomer für Hankyū Densha und Usagi Drop